# Tercera División de España (Grupo VI)
El Grupo VI de la Tercera División española de fútbol, fue el grupo valenciano de la Tercera División. Hasta la fecha, en el grupo participaban únicamente equipos de la Comunidad Valenciana.
El C.D. Eldense fue el último campeón del Grupo VI de la extinta Tercera División.
Fue sustituido en 2021 por el Grupo VI de la Tercera RFEF, quinto nivel del sistema de ligas de fútbol de España.

## Sistema de competición 2020-21
Esta temporada tuvo un sistema de competición de transición, provocado por la paralización del fútbol no profesional a causa de la pandemia de Coronavirus. La Tercera División sufrió un proceso de transición en el que en la temporada 2021-2022 pasó de ser la cuarta categoría a nivel nacional a ser la quinta, y cambió su denominación a Tercera División RFEF. El lunes 14 de septiembre se confirmaron las bases de competición.
En la Primera Fase participaron veintidós clubes encuadrados en dos subgrupos de once equipos cada uno. Se enfrentaron en cada subgrupo todos contra todos en dos ocasiones -una en campo propio y otra en campo contrario- durante un total de 22 jornadas. El orden de los encuentros se decidió por sorteo antes de empezar la competición. La Federación Valenciana de futbol fue la responsable de designar las fechas de los partidos y los árbitros de cada encuentro, reservando al equipo local la potestad de fijar el horario exacto de cada encuentro.
Una vez finalizada la Primera Fase los tres primeros clasificados avanzaron a la Segunda Fase para Segunda División RFEF, los clasificados entre la cuarta y sexta posición lo hicieron a la Segunda Fase por la Fase Final para Segunda División RFEF / Play Off de Ascenso a Segunda División RFEF, y el resto disputó la Segunda Fase por la Permanencia en Tercera División RFEF. Los puntos obtenidos, así como los goles, tanto a favor como en contra, se arrastraron a la siguiente fase, comenzado cada equipo su fase específica con los puntos y goles obtenidos en la Primera Fase.
En la Segunda Fase para Segunda División RFEF participaron seis clubes en un único grupo. Se rescataron los puntos obtenidos en la Primera Fase y se enfrentaron tan solo los equipos que hayan estado en distintos subgrupos en dos ocasiones -una en campo propio y otra en campo contrario- durante un total de 6 jornadas. El orden de los encuentros se decidió por sorteo antes de empezar la Fase. Los dos primeros clasificados ascendieron directamente a la nueva Segunda RFEF, mientras que los otros cuatro equipos disputaron la Fase Final de Eliminatorias a Segunda División RFEF / Play Off de Ascenso a Segunda División RFEF.
En la Segunda Fase por el Play Off de Ascenso a Segunda División RFEF participaron seis clubes en un único grupo. Se rescataron los puntos obtenidos en la Primera Fase y se enfrentaron tan solo los equipos que hayan estado en distintos subgrupos en dos ocasiones -una en campo propio y otra en campo contrario- durante un total de 6 jornadas. El orden de los encuentros se decidió por sorteo antes de empezar la Fase. Los dos primeros clasificados disputaron la Fase Final de Eliminatorias a Segunda División RFEF / Play Off de Ascenso a Segunda División RFEF, mientras que los otros cuatro equipos participarán en Tercera División RFEF.
En la Segunda Fase por la Permanencia en Tercera División RFEF participaron diez clubes en un único grupo. Se rescataron los puntos obtenidos en la Primera Fase y se enfrentaron tan solo los equipos que hayan estado en distintos subgrupos en dos ocasiones -una en campo propio y otra en campo contrario- durante un total de 10 jornadas. El orden de los encuentros se decidió por sorteo antes de empezar la Fase. Los seis últimos clasificados descendieron directamente a Regional Preferente de la Comunidad Valenciana, mientras que los cuatro primeros participarán en Tercera División RFEF.
El ganador de un partido obtuvo tres puntos, el perdedor cero puntos, y en caso de empate hubo un punto para cada equipo. 
Por último la Fase Final de Ascenso a Segunda División RFEF / Play Off de Ascenso a Segunda División RFEF la disputaron seis clubes en formato de eliminatorias a partido único, ejerciendo de local el equipo con mejor clasificación. En la primera ronda compitieron los dos primeros clasificados de la Fase Intermedia y los clasificados en quinta y sexta posición de la Segunda Fase de Ascenso. Los vencedores de esta ronda jugaron la segunda eliminatoria donde se incorporaron los clasificados en tercera y cuarta posición de la Segunda Fase de Ascenso. Los vencedores disputaron una final de la que salió la tercera plaza de ascenso a Segunda División RFEF.

## Historia
En 1980 se crea el grupo VI de Tercera división pero los equipos del Bajo y Medio Vinalopó como el CD Ilicitano y el CD Eldense no se incorporaron al grupo recién creado hasta el año 1987 compitiendo hasta esa fecha en el grupo XIII, mientras que los de la Vega Baja no lo hicieron hasta 1989 siendo los casos de CD Albaterense, CD Almoradí, Bigastro CF, Callosa Deportiva CF, CD Cox, CD Dolores, UD Horadada, Orihuela Deportiva CF y Torrevieja CF. Tras la incorporación masiva de equipos de la Vega Baja en 1989 al grupo valenciano, la Federación de Fútbol de la Comunidad Valenciana tuvo que conformar dos grupos de Tercera División, grupo VI-norte y grupo VI-sur que se fusionaron nuevamente tres temporadas más tarde en1993.
Unos años después, en 1997 se permitió que algunos clubes jugaran en grupos de distintas federaciones alegando proximidad para ahorrar costes en desplazamientos, y esto supuso el retorno al grupo XIII de equipos como UD Horadada, CD Dolores y el ingreso del Orihuela CF; clubes de localidades muy cercanas a la Región de Murcia. Esta situación terminó en 2006 y desde entonces todos los equipos de la provincia de Alicante juegan en el grupo valenciano.

## Palmarés
La clasificación incluye todos los campeonatos de Tercera División ganados por equipos valencianos incluidos los anteriores a la temporada 1980-81 donde se crea el grupo VI de Tercera división. En letra cursiva los campeonatos que no son del grupo VI desde 1980-81.
| Club                  | Campeón | Temporadas |
| --------------------- | ------- | --- |
| CD Eldense            | 13      | 1955-56, 1961-62, 1965-66, 1966-67, 1978-79, 1982-83XIII, 1983-84XIII, 1984-85XIII, 1985-86XIII, 1991-92VI-sur, 1997-98, 2013-14, 2020-21 |
| CD Castellón          | 7       | 1929-30, 1952-53, 1963-64, 1964-65, 1965-66, 1968-69, 2014-15                                                                             |
| Valencia CF Mestalla  | 7       | 1957-58, 1970-71, 1982-83, 1984-85, 1991-92VI-norte, 2004-05, 2010-11                                                                     |
| CD Alcoyano           | 6       | 1954-55, 1956-57, 1966-67, 1981-82, 1996-97, 2019-20                                                                                      |
| CD Olímpic            | 5       | 1958-59, 1959-60, 1960-61, 1986-87, 2016-17                                                                                               |
| Orihuela CF           | 4       | 1998-99XIII, 2001-02XIII, 2005-06XIII, 2018-19                                                                                            |
| Levante UD            | 4       | 1953-54, 1955-56, 1972-73, 1975-76 |
| Elche Ilicitano CF    | 3       | 1967-68, 1998-99, 2012-13 |
| CF Gandia             | 3       | 1961-62, 1994-95, 2009-10 |
| UD Alzira             | 3       | 1983-84, 1985-86, 2007-08 |
| Benidorm CF           | 3       | 1988-89, 2002-03, 2003-04 |
| Hércules CF           | 3       | 1959-60, 1968-69, 1969-70 |
| Elche CF              | 3       | 1954-55, 1956-57, 1957-58 |
| Catarroja CF          | 2       | 1980-81, 2011-12 |
| Pinoso CF             | 2       | 1992-93, 1993-94 |
| UD Oliva              | 2       | 1989-90VI-sur, 1990-91VI-sur |
| Orihuela Deportiva CF | 2       | 1951-52, 1988-89XIII |
| Ontinyent CF          | 2       | 1962-63, 1967-68 |
| Atlético Levante UD   | 1       | 2017-18 |
| Atlético Saguntino    | 1       | 2015-16 |
| Villajoyosa CF        | 1       | 2008-09 |
| CD Denia              | 1       | 2006-07 |
| Villarreal CF B       | 1       | 2005-06 |
| CD Burriana           | 1       | 2001-02 |
| Alicante CF           | 1       | 2000-01 |
| CF Llíria             | 1       | 1995-96 |
| SD Sueca              | 1       | 1990-91VI-norte |
| CD Onda               | 1       | 1999-00 |
| Torrent CF            | 1       | 1989-90VI-norte |
| Nules CF              | 1       | 1987-88 |
| Torrevieja CF         | 1       | 1987-88XIII |
| UD Vall de Uxó        | 1       | 1978-79 |
| Villarreal CF         | 1       | 1969-70 |

El criterio de clasificación del Palmarés es el siguiente: 1º: Número de campeonatos; 2º: Último campeonato más reciente; 3º: Campeonato conseguido en el grupo VI
El código de los superíndices és el siguiente: XIII - campeonato conseguido en el grupo XIII, VI-norte - campeonato conseguido en el grupo VI-norte y VI-sur - campeonato conseguido en el grupo VI-sur

## Equipos (Temporada 2020-21)
| Equipo                      | Ubicación               | Estadio                          | Capacidad |
| --------------------------- | ----------------------- | -------------------------------- | --------- |
| CD Acero                    | Puerto de Sagunto       | El Fornás                        | 5002      |
| UD Alzira                   | Alcira                  | Luis Suñer Picó                  | 6000      |
| Atlético Saguntino          | Sagunto                 | Camp Nou de Morverdre            | 4000      |
| CD Benicarló                | Benicarló               | Pichi Alonso                     | 4000      |
| UD Benigànim                | Benigánim               | Municipal Benigànim              | 1000      |
| Crevillente Deportivo       | Crevillente             | Enrique Miralles                 | 3500      |
| Elche Ilicitano             | Elche                   | José Díez Iborra                 | 1500      |
| CD Eldense                  | Elda                    | Nuevo Pepico Amat                | 4036      |
| Hércules CF "B"             | Alicante                | Divina Pastora                   | 3000      |
| CF Intercity                | San Juan de Alicante    | Polideportivo Sant Joan          | 1000      |
| FC Jove Español San Vicente | San Vicente del Raspeig | Ciudad Deportiva                 | 2500      |
| Novelda CF                  | Novelda                 | La Magdalena                     | 5000      |
| Olímpic de Xàtiva           | Játiva                  | La Murta                         | 4000      |
| Paterna CF                  | Paterna                 | Gerardo Salvador                 | 3000      |
| Recambios Colón             | Paiporta                | El Terrer                        | 900       |
| CD Roda                     | Villarreal              | Ciudad Deportiva Pamesa Cerámica | 5000      |
| Silla CF                    | Silla                   | Vicent Morera                    | 2000      |
| Torrent CF                  | Torrente                | San Gregorio                     | 3000      |
| Vilamarxant CF              | Villamarchante          | Hermanos Albiol                  | 4000      |
| Villajoyosa CF              | Villajoyosa             | Nou Pla                          | 2765      |
| Villarreal CF "C"           | Villarreal              | Ciudad Deportiva Pamesa Cerámica | 5000      |